# Уортон, Кен (автогонщик)
Кен Уо́ртон (англ. Ken Wharton, 21 марта 1916, Сметик, Вустершир — 12 января 1957, Ардмор, Новая Зеландия) — британский автогонщик, четырёхкратный чемпион Великобритании в гонках по подъёму в гору, пилот Формулы-1.

## Биография
Кен Уортон родился 21 марта 1916 в Сметике. Он был автомобильным инженером. Кен начал выступать в автоспорте в возрасте 19 лет за рулём Austin. 

Первые успехи Уортона в автоспорте относятся к концу 1940-х годов. Нередко он строил свои собственные автомобили на основе Austin 7. В 1949 Кен стал первым в истории победителем Tulpenrallye за рулём Ford Anglia, а в 1950 он стал двукратным победителем ралли. Уортон выступал в Формуле-3, и в 1950 он занял 6 место в гонке Daily Express, проходившей в Сильверстоуне. 

В 1951 Кен Уортон впервые в карьере выиграл Чемпионат Великобритании по гонкам по подъёму в гору (British Hill Climb Championship). В 1952 он стал двукратным победителем серии, а также выиграл Tulpenrallye уже в третий раз в карьере. Также в 1952 состоялся дебют Уортона в Формуле-1. Кен принял участие в четырёх Гран-при в составе частной Scuderia Franera. В своей дебютной гонке, Гран-при Швейцарии, Кен Уортон за рулём Frazer-Nash набрал три очка за 4 место. Однако это так и осталось единственным финишем Уортона в очковой зоне. По итогам сезона 1952 Формулы-1 он занял 13 место. 

В 1953 Уортон выиграл British Hill Climb Championship в третий раз подряд. Кроме того, он дебютировал в Ле-Мане, заняв 13 место за рулём Frazer-Nash. Уортон участвовал в пяти Гран-при сезона 1953 Формулы-1 за рулём Cooper, но не набрал очков. 

Уортон стал четырёхкратным чемпионом British Hill Climb Championship в 1954. В Формуле-1 он ездил за рулём Maserati в составе команды BRM (выступавшей под названием Owen Racing Organisation). Кен Уортон одержал победу в гонке 12 часов Реймса 1954 вместе с Питером Уайтхедом. 

В 1955 Кен Уортон присоединился к команде Vanwall и провёл две последние гонки в Формуле-1 — Гран-при Великобритании и Италии 1955 года. В 1956 он занял третье место в Australian Tourist Trophy в Мельбурне за рулём Ferrari Monza. 

Кен Уортон скончался 12 января 1957 от травм, полученных в гонке на новозеландской трассе Ардмор.

## Таблица выступлений в автоспорте

### Формула-1
| Легенда к таблице |                                                                    |
| --- | ------------------------------------------------------------------ |
| В таблице перечислены результаты всех Гран-при Формулы-1, в которых принимал участие гонщик. Строками таблицы являются сезоны, столбцами — этапы чемпионата мира. В каждой клетке указаны сокращённое название этапа и результат, дополнительно обозначенный цветом. Расшифровка обозначений и цветов представлена в нижеследующей таблице. |                                                                    |
| \| Пример \| Описание \| \| ------------ \| ------------------------------------------------------------------ \| \| 1 \| Победитель \| \| 2 \| Второе место \| \| 3 \| Третье место \| \| 5 \| Финишировал, заработав очки \| \| Сход \| Не финишировал, но при этом заработал очки \| \| 12 \| Финишировал, не получив очков \| \| НКЛ \| Финишировал, но не попал в финальную классификацию \| \| 15 \| Участвовал вне зачёта, либо по отдельной классификации \| \| 18 \| Не финишировал, но попал в финальную классификацию \| \| Сход \| Не финишировал \| \| НКВ \| Не прошёл квалификацию \| \| НПКВ \| Не прошёл предквалификацию \| \| ДСК \| Дисквалифицирован \| \| ИСК \| Исключён из протокола соревнований \| \| ТТ \| Заявлен для участия только в тренировках \| \| НС \| Участвовал в квалификации, но не стартовал в гонке \| \| Т \| Травмирован или болен \| \| ОТК \| Отказ от участия \| \| НТР \| Прибыл на соревнования, но на трассу не выезжал \| \| НПР \| Был заявлен в числе участников, но не прибыл к началу соревнований \| \| О \| Соревнования отменены \| \| \| Не участвовал \| \| Поул-позиция \| \| \| Быстрый круг \| \| |                                                                    |
| Пример | Описание                                                           |
| 1 | Победитель                                                         |
| 2 | Второе место                                                       |
| 3 | Третье место                                                       |
| 5 | Финишировал, заработав очки                                        |
| Сход | Не финишировал, но при этом заработал очки                         |
| 12 | Финишировал, не получив очков                                      |
| НКЛ | Финишировал, но не попал в финальную классификацию                 |
| 15 | Участвовал вне зачёта, либо по отдельной классификации             |
| 18 | Не финишировал, но попал в финальную классификацию                 |
| Сход | Не финишировал                                                     |
| НКВ | Не прошёл квалификацию                                             |
| НПКВ | Не прошёл предквалификацию                                         |
| ДСК | Дисквалифицирован                                                  |
| ИСК | Исключён из протокола соревнований                                 |
| ТТ | Заявлен для участия только в тренировках                           |
| НС | Участвовал в квалификации, но не стартовал в гонке                 |
| Т | Травмирован или болен                                              |
| ОТК | Отказ от участия                                                   |
| НТР | Прибыл на соревнования, но на трассу не выезжал                    |
| НПР | Был заявлен в числе участников, но не прибыл к началу соревнований |
| О | Соревнования отменены                                              |
| | Не участвовал                                                      |
| Поул-позиция |                                                                    |
| Быстрый круг |                                                                    |

| Сезон | Команда                  | Шасси            | Двигатель           | 1     | 2   | 3        | 4        | 5        | 6       | 7        | 8     | 9       | Место | Очки |
| ----- | ------------------------ | ---------------- | ------------------- | ----- | --- | -------- | -------- | -------- | ------- | -------- | ----- | ------- | ----- | ---- |
| 1952  | Scuderia Franera         | Frazer-Nash FN48 | Bristol Straight-6  | ШВА 4 | 500 | БЕЛ Сход | ФРА      | ВЕЛ      | ГЕР     |          |       |         | 13    | 3    |
| 1952  | Scuderia Franera         | Frazer-Nash 421  | Bristol Straight-6  |       |     |          |          |          |         | НИД Сход |       |         | 13    | 3    |
| 1952  | Scuderia Franera         | Cooper T20       | Bristol Straight-6  |       |     |          |          |          |         |          | ИТА 9 |         | 13    | 3    |
| 1953  | Ken Wharton              | Cooper T23       | Bristol Straight-6  | АРГ   | 500 | НИД Сход | БЕЛ      | ФРА Сход | ВЕЛ 8   | ГЕР      | ШВА 7 | ИТА НКЛ | -     | 0    |
| 1954  | Owen Racing Organisation | Maserati 250F    | Maserati Straight-6 | АРГ   | 500 | БЕЛ      | ФРА Сход | ВЕЛ 8    | ГЕР ОТК | ШВА 6    | ИТА   | ИСП 8   | -     | 0    |
| 1955  | Vandervell Products Ltd  | Vanwall          | Vanwall Straight-4  | АРГ   | МОН | 500      | БЕЛ      | НИД      | ВЕЛ 9   | ИТА Сход |       |         | -     | 0    |